# ASCAP

ASCAP(American Society of Composers, Authors and Publishers)은 미국의 음악의 권리 보호를 목적으로 한 비영리 단체이다. 2007년 8월 기준으로 음악가 약 30만 명으로 구성되어 있다.

## 같이 보기
- 방송음악협회